# Club Náutico El Portillo
El Club Náutico El Portillo es un club náutico ubicado en el embalse de Tominé, Cundinamarca (Colombia).

## Historia
Fue fundado en 1970 por un grupo de estudiantes de la Universidad de los Andes aficionados a la vela.
Por: Jaime Lobo Guerrero*
De los socios del Portillo
Las personas que se han afiliado al Club El Portillo son deportistas de la vela y familias que apoyan a sus hijos en este deporte. El navegante a vela encuentra una gran satisfacción maniobrando el velero de manera competitiva en regatas o en el placer de disfrutar una travesía controlando su velero bajo las condiciones que ofrece la naturaleza. Como en todo deporte se demanda al deportista la dedicación, la práctica y el conocimiento para lograr habilidad.
¿Qué es El Portillo hoy en día?
Es un Club que ofrece, gracias al embalse de Tominé, las condiciones para hacer el deporte de la vela, a los deportistas y atiende a los miembros de la familia que no necesariamente navegan y a los navegantes, con servicios básicos para su estancia durante la jornada náutica. Depende en gran medida de los aportes mensuales de los socios para fondear los servicios de puerto asociados al manejo de las embarcaciones, su mantenimiento, su cuidado y la seguridad en el agua. Hay unos servicios básicos de restaurante, vestidores y baños elementales, no es un club social lujoso y por su propia naturaleza y la limitación de actividades que pueden realizarse en el inmueble donde está ubicado tiene un flujo de ingresos bastante restringido, apenas suficiente para atender los gastos de mantenimiento. Se recuerda que se trata de una entidad sin ánimo de lucro y de carácter eminentemente deportivo. Por el club han pasado muchos socios, básicamente familias que quisieron que sus hijos se iniciaran en el deporte de la vela y navegantes transitorios, por lo que nunca ha superado los 140 miembros.
Historia de El Portillo
Cuando se comienza a inundar el embalse de Tominé en 1967 un grupo de jóvenes universitarios que habían sido expuestos al deporte de la vela por los socios del Club Náutico Muña como tripulantes comienzan a buscar la forma de poder hacer el deporte dentro de su capacidad económica. Este club ya se había trasladado del lago Muña al de Tominé donde la Empresa de Energía de Bogotá autorizó la utilización de parte de la ribera oriental para actividades náuticas y recreativas para el público. El arquitecto Rafael Obregón encargado por la Empresa de Energía le designó un lote como sede al Club El Portillo recientemente fundado por unos 40 entusiastas de la vela que vieron la oportunidad de navegar deportivamente en Tominé. Se establece un comodato entre el Club El Portillo y la EEB con el compromiso de arborizar unas 16 hectáreas al frente en la orilla occidental y conservar el lote asignado libre de actividades agrícolas y otras no permitidas. 
Durante los primeros años los socios podían navegar compartiendo solo tres barcos; por necesidad muchos de ellos comenzaron a construir sus propios barcos, gradualmente importaron barcos o adquirieron veleros pequeños fabricados localmente. Las actividades náuticas primaron desarrollando las clases Optimist para niños, 420, J12, Laser, Snipe, y Lightning que existen hoy, pero los socios también adelantaron otras actividades; se organizaron muchos convites los fines de semana para la siembra de árboles de varias hectáreas en la orilla occidental del lago cumpliendo los requisitos que la EEB solicitó dentro de los términos del comodato.
No todo el mundo se enamora de la vela porque demanda soportar el agua, el frío, el viento y el esfuerzo de maniobrar, equilibrar el velero y entender cómo jalar escotas para ajustar las velas logrando el rumbo deseado. Factores como el riesgo de voltear la embarcación, caer al agua, estar sometido a fuerzas peligrosas de las velas bajo fuertes borrascas y no saber cómo controlar una situación de emergencia han sido responsables para que muchas personas se alejen de la navegación a vela. Esto explica por qué la población de navegantes en Colombia es pequeña, aunque tenemos acceso a dos mares y hay otros lagos donde se puede practicar el deporte.
Pocos años después los adeptos al club comenzaron a disminuir e inclusive hubo una crisis en la cual muchos de los socios fundadores se retiraron ante la necesidad de cubrir los costos de sus familias en crecimiento. Aun así, los que quedaron perseveraron y gradualmente el club se estableció gracias al apoyo de sus socios, dedicados ad honorem a muchas actividades que han consolidado al club como líder en el deporte de la vela en el país .
Hoy en día, El Portillo alberga 181 veleros deportivos de diferentes clases, 24 esquifes (yolas) para el deporte de remo, diversos kayaks y las lanchas de apoyo con personal idóneo para organizar los eventos náuticos, garantizar el salvamento y seguridad de los navegantes. Como anécdota Alberto Vásquez Restrepo Expresidente de la EEB fue un socio honorario que remaba a menudo en el lago y con frecuencia el capitán de puerto, Segundo Bermúdez, solía salir a rescatarlo porque se demoraba en aparecer. Vale la pena mencionar que la labor de salvamento que ha brindado el CNP históricamente a todo navegante es reconocida en todo el embalse y siempre que es solicitada, se presta colaboración. 

## Flotas
Tiene flotas de Lightning, Sunfish y Laser, Optimist, Snipe, 420 y J/24. 

## Regatas
Entre otros, ha organizado los campeonatos nacionales de Optimist en 2008, 2013 y 2016; de Sunfish en 2008 y 2017; de Laser en 2008; y de Snipe en 2017. 